# 曾爾村
曾爾村（日语：／ Soni mura */?）是位於日本奈良縣東北部的行政區劃，屬宇陀郡。轄區主要位於室生火山群之內，主要聚落則位於青蓮寺川上游（又稱為曾爾川）沿岸的谷底平原。

## 人口
| 曾爾村人口分布圖 |                                               |  |
| 曾爾村與日本全國年齡別人口分布比較圖 （2005年資料） | 曾爾村的年齡、男女別人口分布圖 （2005年資料） |  |
| ■紫色是曾爾村 ■綠色是全国 | ■藍色是男性 ■紅色是女性                       |  |
| 曾爾村人口變化 \| 1970年 \| 3,189人 \| \| \| 1975年 \| 3,144人 \| \| \| 1980年 \| 3,083人 \| \| \| 1985年 \| 2,975人 \| \| \| 1990年 \| 2,743人 \| \| \| 1995年 \| 2,645人 \| \| \| 2000年 \| 2,472人 \| \| \| 2005年 \| 2,193人 \| \| \| 2010年 \| 1,895人 \| \| \| 2015年 \| 1,549人 \| \| \| 2020年 \| 1,295人 \| \| |                                               |  |
| 資料來源：日本總務省統計中心提供之人口普查數據 |                                               |  |
| 1970年 | 3,189人                                       |  |
| 1975年 | 3,144人                                       |  |
| 1980年 | 3,083人                                       |  |
| 1985年 | 2,975人                                       |  |
| 1990年 | 2,743人                                       |  |
| 1995年 | 2,645人                                       |  |
| 2000年 | 2,472人                                       |  |
| 2005年 | 2,193人                                       |  |
| 2010年 | 1,895人                                       |  |
| 2015年 | 1,549人                                       |  |
| 2020年 | 1,295人                                       |  |

## 歷史
在令制國時代屬於大和國宇陀郡，江戶時代末期為五條代管所的知行領地，19世紀末明治維新後，曾先後隸屬奈良縣、堺縣、大阪府，直到1887年重新恢復設置奈良縣後，才再次隸屬奈良縣。
1889年日本實施町村制，設立了曾爾村，但現在南部的山粕地區最初屬於室生村，但由於山粕地區與室生村其他地區之間被山脈所分隔，反而與曾爾村位於相同的山谷之間，因此在1954年山粕地區改劃入曾爾村。
2000年代的平成大合併期間，曾爾村最初曾被規劃與宇陀郡內其他町村合併，但在2003年曾爾村與御杖村一同退出了宇陀地區合併協議會（宇陀地區合併協議會其餘町村最終合併為宇陀市），並在2004年另組曾爾御杖合併協議會，但這兩村對於合併工作的細節未能達成共識，因此2005年即放棄合併，解散合併協議會。

## 交通
村內並無任何鐵路路線通過，因此村內交通主要是經由西日本旅客鐵道大阪線的榛原車站轉乘宇陀地域連携社區巴士，或是在名張車站轉乘三重交通的巴士。

## 觀光資源
村內大部分地區都屬於室生赤目青山國定公園的範圍內，西部有多個具有柱狀節理外觀的岩壁景點，包括屏風岩、兜岳及鎧岳，其中屏風岩已被列為國家自然紀念物，東部大字太良路地區被稱為曾爾高原，為俱留尊山和龜山西側山麓斜面所形成的高原；眾多自然的景色也讓曾爾村成為日本最美麗的村莊聯盟的一員。
每年10月體育之日前一日，村內舉辦的門僕神社秋祭中，固定會演出「曾爾的獅子舞」是自18世紀流傳至今的傳統民俗，也已被奈良縣政府列為縣指定無形民俗文化財。

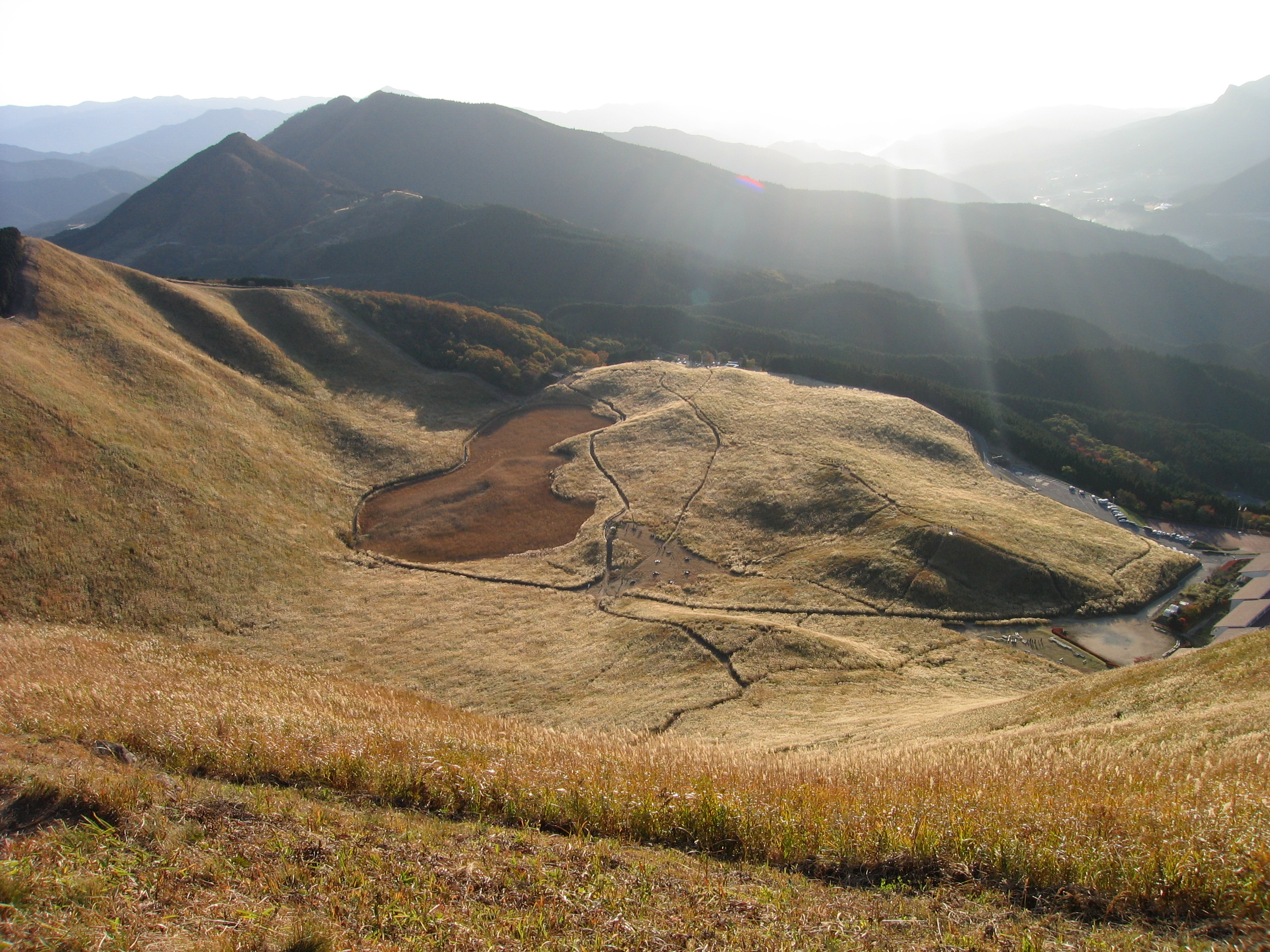
曾爾高原
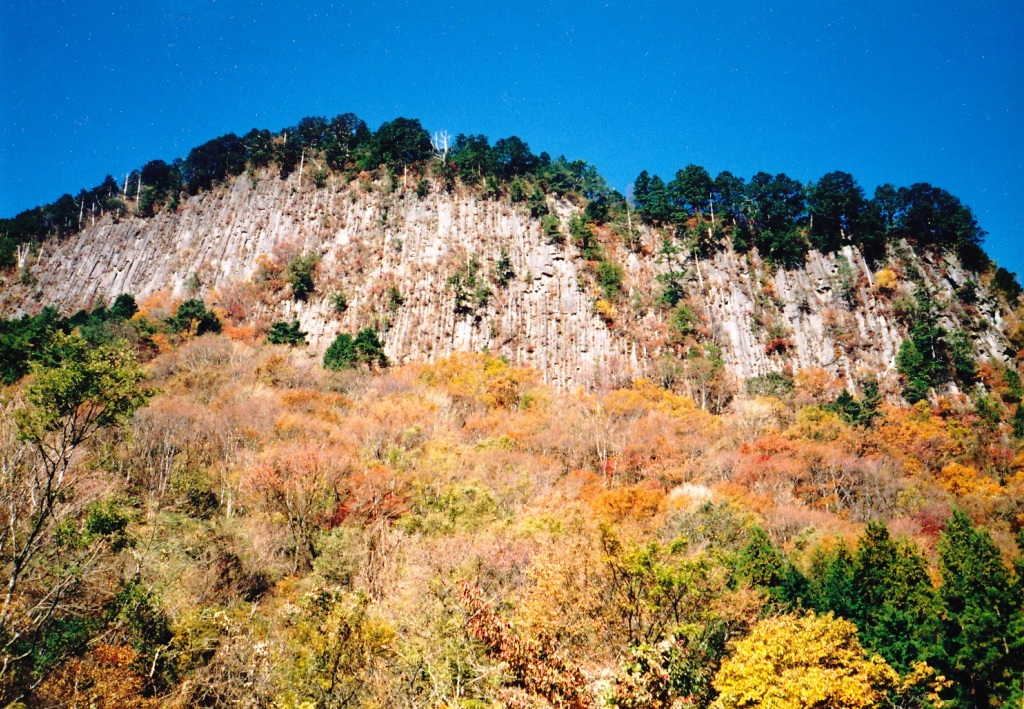
屏風岩

## 外部連結
- （日語） 曾爾村觀光協會 （页面存档备份，存于）
- OpenStreetMap上有關曾爾村的地理